# 대한민국 형법 제15조
대한민국 형법 제15조는 사실의 착오에 대한 형법총론의 조문이다. 제1항은 범인이 특별히 무거운 죄(법정형이 더 무거운 죄)가 되는 사실을 알지 못하고 저지른 경우, 더 무거운 죄로 처벌하지 않고, 인식한 범위 내에서만 처벌함을 규정하며 제2항은 결과적 가중범(예: 상해치사 등)에서 결과 발생을 예견할 수 없었던 경우, 더 무거운 죄로 처벌하지 않는다. 

## 조문
제15조(사실의 착오) ① 특별히 중한 죄가 되는 사실을 인식하지 못한 행위는 중한 죄로 벌하지 아니한다.
②결과로 인하여 형이 중할 죄에 있어서 그 결과의 발생을 예견할 수 없었을 때에는 중한 죄로 벌하지 아니한다.

第15條(事實의 錯誤) ① 特別히 重한 罪가 되는 事實을 認識하지 못한 行爲는 重한 罪로 罰하지 아니한다
②結果로 因하여 刑이 重할 罪에 있어서 그 結果의 發生을 豫見할 수 없었을 때에는 重한 罪로 罰하지 아니한다.

## 비교 조문
일본형법 제38조(고의) ① 죄를 범할 의사가 없는 행위는 벌하지 아니한다. 단, 법률에 특별한 규정이 있는 경우에는 그러하지 아니하다.
② 중한 죄에 해당하는 행위를 하였지만 행위 당시 그 중한 죄에 해당하게 된다는 사실을 알지 못하였던 자는 그 중한 죄에 의하여 처단할 수 없다.
③ 법률을 알지 못하였을지라도 그에 의하여 죄를 범할 의사가 없었다고 할 수 없다. 단, 정상에 의하여 그 형을 감경할 수 있다.

## 판례
- 직계존속임을 인식치 못하고 살인을 한 경우는 형법 제15조 소정의 특히 중한 죄가 되는 사실을 인식하지 못한 행위에 해당한다[1]
- 甲은 A를 살해할 의사로 돌로 내려쳐 정신을 잃고 늘어지자 A가 죽었다고 생각하고 A를 웅덩이에 묻었으나 사실은 A가 매장으로 인하여 질식사한 경우 판례에 따르면 A에 대한 살인미수죄와 과실치사죄의 상상적 경합이 성립한다.[2]

## 참고문헌
- 주현경. (2015). 형벌가중구성요건 착오에 대한 형법 제15조 제1항 적용방법. 법학연구, 26(3), 145-180.
- 이규호. (2015, 05). 형법 제15조에 관한 연구. 사법행정, 56(5), 28-35.
- 이경렬. (2014). 형법 제15조 사실의 착오와 그 해결이론의 한계 - 유기천형법학 착오이론의 재조명 -. 성균관법학, 26(3), 209-248.
- 고시면. (2006, 10). 독일형법 제16조와 한국형법 제15조 등에 관한 비교법의 측면에서 본 구성요건착오. 사법행정, 47(10), 9-23.
- 박현준. (2000, 12). 刑法 제15조 제2항의 소위 '豫見可能性'의 意義. 사법행정, 41(12), 34-44.

## 같이 보기
- 착오